# La Dernière Mise à mort
La Dernière Mise à mort est un roman de Michel Haas publié le 1er septembre 1982 aux éditions Olivier Orban et ayant reçu le Prix des Deux Magots l'année suivante.

## Résumé
José-Fernando Esteban, aficionado madrilène, décide d'aller passer quelques mois en Andalousie, sur les terres du comte Alonso de Villanueva, éleveur de célèbres taureaux de combat de race très ancienne. Sous l'apparence unie du quotidien, Esteban découvre les indices d'abord étranges, puis sinistres, d'une tragédie commencée plusieurs décennies auparavant. Des paroles lâchées, comme au hasard, par l'épouse du comte, le délire superstitieux d'un vieux gitan, la légende meurtrière de l'élevage, la révélation progressive par don Alonso lui-même de secrets trop lourds à porter, conduisent vers le terrible dénouement du drame.

## Éditions
- La Dernière Mise à mort, éditions Olivier Orban, 1982  (ISBN 2-85565-192-1).